# Шазо, Жан-Франсуа Симон
Жан Франсуа Симон Шазо (1 марта 1743, Конфолан — 4 ноября 1818, там же) — французский политик, депутат Законодательного собрания и Конвента.

## Биография
Был родом из семьи из Пуату. Имел юридическое образование и работал адвокатом в Конфолане. После Великой Французской революции стал управляющим в своём районе и 6 сентября 1791 года был избран депутатом в Законодательное собрание от департамента Шаранта. Во время депутатства вотировал за казнь короля, а также представил проект поземельного налога, оставшийся без последствий. 4 сентября 1792 года был избран в Конвент, в составе которого работал в комитете по финансам и примкнул к монтаньярам.
После завершения срока своих полномочий в 1795 году Жан Франсуа Симон Шазо вернулся к частной жизни до прихода к власти Наполеона Бонапарта. В период Первой империи был с 1800 года главным сборщиком податей в Оше и Пуатье, а с 1801 по 26 октября 1804 года во Вьенне; после служил заместителем судьи в Конфолане. В родном городе был членом так называемого «Общества совершенства».